# Drábik János
Drábik János (Budapest, 1938. június 9. –) magyar közíró, jogász, újságíró, a Szabad Európa Rádió nyugalmazott vezető programszerkesztője, a Magyar Trianon Társaság elnöke. Több mint 20 könyvet írt az általa „szervezett magánhatalomnak” nevezett állítólagos csoportról. Ugyanebben a témában FIX TV-n 2018-tól önálló előadás-sorozattal jelentkezett kéthetente.

## Életpályája
Eredetileg csellistának készült, zenei tanulmányait a budapesti Erkel Ferenc Zeneművészeti Szakiskolában és Zenei Gimnáziumban végezte. Itt érettségizett 1956-ban, azonban balesete, kéztörése miatt pályaváltoztatásra kényszerült. Felsőfokú tanulmányait 1960-ban végezte el, az ELTE Állam- és Jogtudományi Karán szerzett jogász végzettséget, 1968-ban pedig az ELTE Bölcsész Karán tanult filozófiát. Ügyvédi-jogtanácsosi vizsgáját 1971-ben tette le, és a MÚOSZ Újságíró iskoláját is elvégezte.
Két területen jelentkezett már igen korán írásokkal: egyrészt a nemzetközi politikai életről írt a korabeli szovjetbarát aspektusból, előbb a Magyar Rádió alkalmazottjaként, majd a Tudományos Ismeretterjesztő Társulat Nemzetközi Politikai Szakosztályának vezetőségi tagjaként. Másrészt a KISZ KB Kulturális Osztályának munkatársaként az ifjúsági zene- és tánckultúráról értekezett. 1959-ben megfogalmazott gondolatai szerint „a rock’n’roll... lényegében nem tekinthető másnak, mint az atomháborús bizonytalanság szülte, modern, görcsös hisztéria kivetülésének a zene és a tánc területére.” Ezzel szemben a kommunista mozgalmi dal „elősegítheti ifjúságunk világnézeti formálódását és az ifjú kommunista közösségek kikovácsolását”, a társastánc pedig „hatékony eszköze lehet a szocialista közösségi magatartásra, és a helyes viselkedésre való nevelésnek”. Ennek szellemében maga is szerzett mozgalmi dalokat (pl. Dal az építő, szépítő táborról), sőt daloskönyvet szerkesztett Jöjj ifjú társunk! Éneklő forradalom. KISZ daloskönyv címmel.
A hetvenes évek második felében az Erőműberuházási Vállalat (ERBE) vezető jogtanácsosaként dolgozott. Ebben a minőségében több esetben részt vett a paksi atomerőmű építésével kapcsolatos moszkvai tárgyalásokon. 1979-1980 környékén disszidált, majd 1983 és 1993 között a Szabad Európa Rádiónál dolgozott.
A rendszerváltást követően hazatért, és a Leleplező című, magát „Legnagyobb Magyar Alternatív Folyóiratnak” nevező kiadvány főszerkesztő-helyettese lett. Korunk egyik legismertebb magyar összeesküvés-elmélet alkotója, aki a világtörténelem és a jelenkor eseményei mögött rendszeresen a szabadkőművesek, bankárok és zsidók ármányát feltételezi. (Például: szerinte eltitkolták, hogy Petőfi Sándor Széchenyi István fia és szabadkőműves volt; Vlagyimir Putyin orosz elnök magyarokhoz írt elveszett levele bizonyíthatná, hogy a költő Barguzinban élt 1849 után; Soros György náci volt; a COVID-19 „az államok feletti hatalom kísérlete a világkormányzás bevezetésére”; Trianon-összeesküvések stb.). Munkásságát a hivatalos tudomány részéről számos kritika érte. Állításait légből kapottnak, zavarosnak és önellentmondónak tartják.
2023 februárjában belépett a Mi Hazánk Mozgalomba.

## Magánélete
Házas, felesége vegyészdoktor, szabadalmi ügyvivő.

## Megjelent könyvei
- A kamatkapitalizmus új világrendje; Gold Book, Debrecen, 2002 (Uzsoracivilizáció)
- A világkormányzat menetrendje; Gold Book, Debrecen, 2003 (Uzsoracivilizáció)
- Miért kellett meghalnia a három Kennedynek?; Intermix Budapest, Budapest, 2003 (9 eurós különleges könyvek)
- Tudatmódosítás. Az agy megerőszakolása; Gold Book, Debrecen, 2004
- Világzsákutca – Új világrend? Gold Book, 2004
- 1956, a magyarok harmadik útja: Kiút a kommunizmus és a pénzuralom zsákutcájából; Gold Book, Debrecen, 2005
- A pénz diktatúrája. Milyen haszonnal járna a közpénzrendszer visszaállítása; Gold Book, Debrecen, 2005
- Világdemokratúra. A hitelpénz-fasizmus világrendje; Gold Book, Debrecen, 2006
- Orwellia: A pénzhatalom globális magánbirodalma. Gold Book (2007)
- Az emberközpontú világrend: A globalizmus alternatívája. Gold Book (2007)
- Örvénylés – A globalizmus viharzónájában az emberiség. Gold Book (2008)
- Korszakváltás: Alvilágrend vagy Világrend? Gold Book (2009)
- Bogár László–Drábik János–Varga István: Válság és valóság; Éghajlat, Budapest, 2009
- A sötét újkor: Búcsú a felvilágosodástól. Gold Book (2010)
- A kiválasztottak: A szemitizmus – elkülönülés és kettős mérce. Gold Book (2011)
- Kié a magyar állam? A magyar nemzeté vagy a szervezett magánhatalomé? Gold Book (2012)
- Uzsoracivilizáció. A kamatkapitalizmus új világrendje, 1-3.; Gold Book, Debrecen, 2012
- többekkel: Világbéke vs. világháború. Atomot soha! Életünk és vagyonunk mentésének lehetőségei; Intermix Budapest, Budapest, 2012
- Válság és valóság (Drábik János, Bogár László, Varga István) Éghajlat Könyvkiadó, 2013
- Tőke Péter Sheldon–Drábik János: Hazugság, hogy Obama elkergeti Orbán Viktort!; Intermix Budapest, Budapest, 2013
- A nagy összeesküvés: Kié legyen a XXI. század? Gold Book (2014)
- Egyenlők és egyenlőbbek – A szemitizmus szervezett magánhatalom. Gold Book, 2014
- Az ukrán dráma – Létrejött a Medve és a Sárkány közös birodalma. Gold Book, 2015
- Önvédelem a migránsok és az EU-kalifátus ellen. Mit kell tennie Európa becsapott népeinek?; Intermix Budapest, Budapest, 2015
- Tőke Péter Sheldon–Drábik János: A kormánybuktatások kézikönyve; Intermix Budapest, Budapest, 2015
- Egyvilágrend – Európa és Amerika iszlamizálása – A keresztény civilizáció végnapjai. Gold Book, 2017
- Százéves Trianon – Döntsük meg? Törődjünk bele? Kik Trianon igazi felelősei? Gold Book, 2018
- Bottyán Zoltán–Drábik János–Patrubány Miklós: Nemzeti konzultáció Trianonról. Nemzetgyilkossági kísérlet és az arra adandó válasz. Tudnivaló minden magyar számára Geszty Glória műsorában; MVSZ, Budapest, 2018 (Magyarságtudományi füzetek)

## Állandó médiamegjelenések

### FIX TV
- Enigma Archiválva 2018. július 7-i dátummal a Wayback Machine-ben (2015-2017)[15]
- Elhallgatott történelem Dr. Drábik Jánossal Archiválva 2018. december 3-i dátummal a Wayback Machine-ben (2018 -)[16]

### VNTV
- Akikről nem beszélhetünk